# Vombate
Vombate é um animal marsupial originário da Austrália. Os fascólomos pertencem à família Vombatidae. São quadrúpedes atarracados, com aproximadamente um metro de comprimento, com uma cauda curta e grossa. São adaptados em sua tolerância de habitat, são encontrados em áreas florestais, montanhosas e em charnecas do Sul da Austrália, incluindo a Tasmânia, bem como uma faixa isolada de cerca de 300 hectares no Parque Nacional de Epping Forest, no centro do estado australiano de Queenslândia.
Os vombates são conhecidos por serem os únicos animais no mundo que produzem fezes em forma de cubo.

## Características

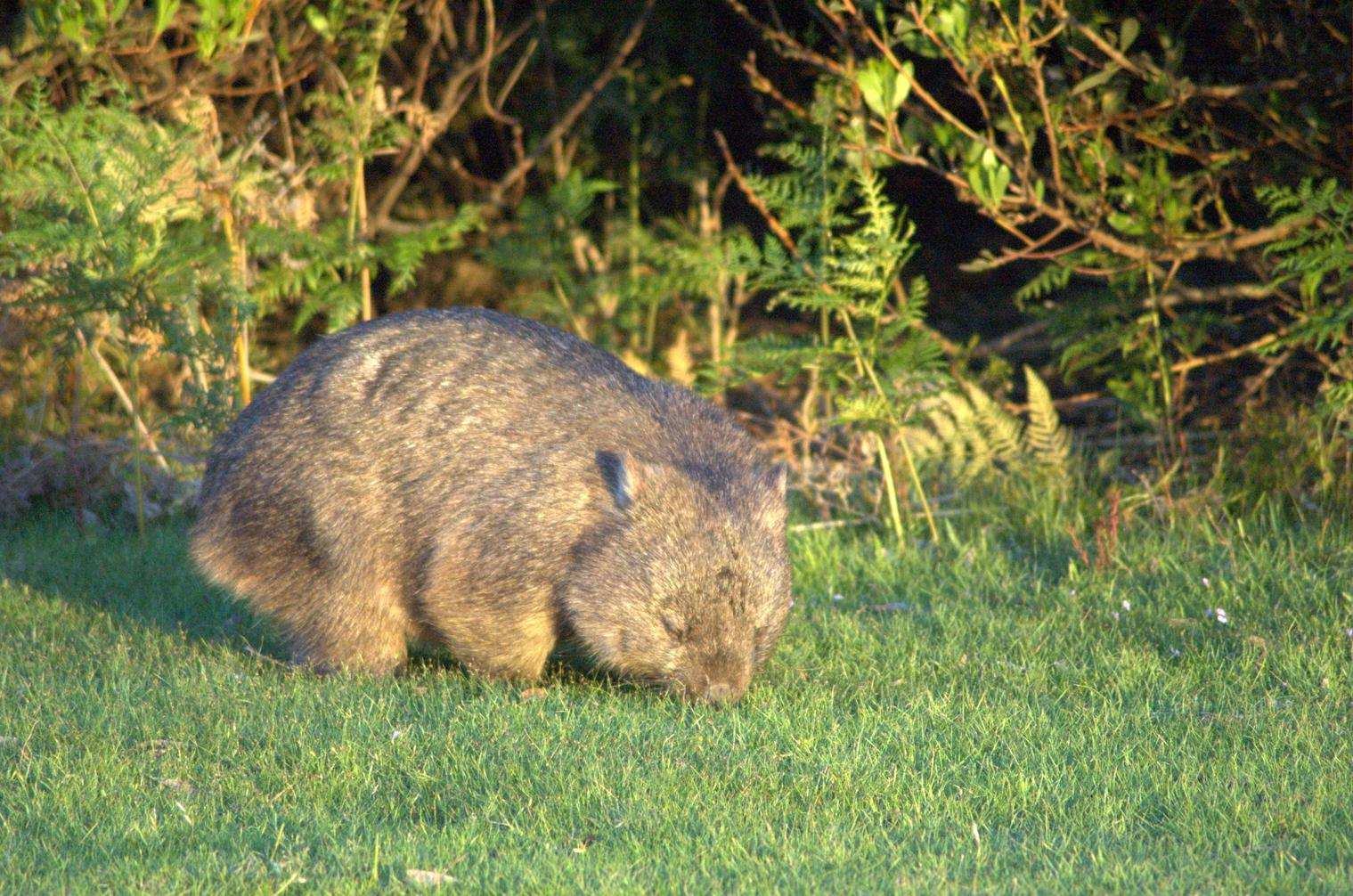
Vombate no Parque Nacional de Narawntapu, Tasmânia

Os fascólomos cavam sistemas de tocas e túneis com seus dentes incisivos semelhantes aos dos roedores e com suas poderosas garras. Uma adaptação distinta dos vombates em relação aos outros marsupiais é o fato da abertura da sua bolsa ser virada para trás, assim, não há o problema de cair terra sobre o filhote enquanto a fêmea escava. Apesar de seus hábitos crepusculares e noturnos, os fascólomos também se aventuram em dias nublados ou frios.
Dificilmente são vistos, mas deixam ampla evidência de sua passagem ao passar em cercas, além de seus cubinhos de fezes característicos.
Os vombates são herbívoros; sua dieta consiste principalmente em gramíneas, ciperáceas, ervas, cascas de árvores e raízes. Seus dentes incisivos se parecem com os dos roedores placentários (ratos, camundongos, toupeiras, etc.), sendo adaptados para roer vegetação resistente. Tal como vários outros herbívoros mamíferos, eles têm um grande diastema entre os incisivos e os pré-molares, que são relativamente simples.
A coloração dos fascólomos pode variar da cor-de-areia ao marrom, ou do cinza ao preto. Todas as três espécies conhecidas de vombate medem cerca de 1 metro e pesam entre 20 e 35 kg.
Os vombates fêmeas dão à luz a um único filhote na primavera, após o período de gestação, que, como todo marsupial, pode variar. No caso do vombate: 20-21 dias. Eles tem uma bolsa marsupial bem desenvolvida, que o filhote abandona após cerca de 6-7 meses. Os vombates são desmamados após 15 meses e chegam à maturação sexual aos 18 meses de idade.

### Fezes em formato de cubo

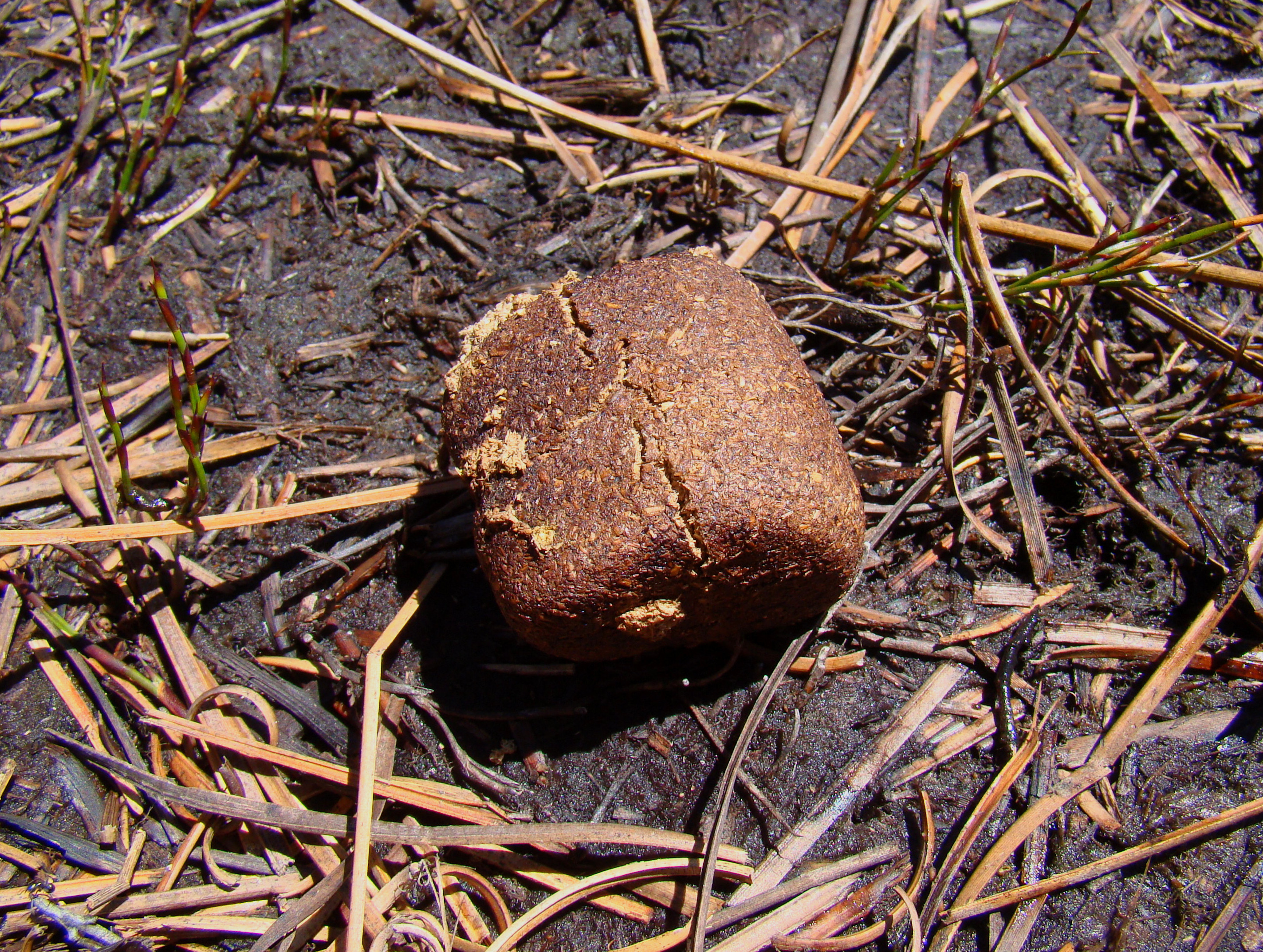
O característico "cocô em forma de cubo" de um vombate encontrado próximo à Montanha Cradle, na Tasmânia.

Os vombates são os únicos animais do planeta que produzem fezes em forma de cubo, das quais 80 a 100 peças são entregues diariamente.
Acredita-se que esse formato seja uma vantagem biológica, já que as fezes dos vombates servem para marcar territórios e atrair companheiros. Com isso, a forma cúbica as torna mais empilháveis e menos propensas a rolar. O método pelo qual o wombat as produz não é bem compreendido, mas acredita-se que o intestino do vombate se estica preferencialmente nas paredes, com duas áreas flexíveis e duas rígidas ao redor de seus intestinos, que são muito compridos, chegando a até 9 metros de comprimento (o do ser humano chega apenas a 7 metros) e sua digestão pode durar até 15 dias. Por conta disso, suas fezes são duas vezes mais secas que as dos humanos, ajudando-os a sobreviver às secas da selva australiana.
Em 2019, um estudo sbre a produção de fezes em forma de cubo foi indicado ao IgNobel de Física, vencido por Patricia Yang e David Hu. No início de 2021, o mesmo grupo de pesquisa publicou uma reconstrução matemática dos movimentos intestinais responsáveis pela forma dos cubos.

## Ecologia e comportamento

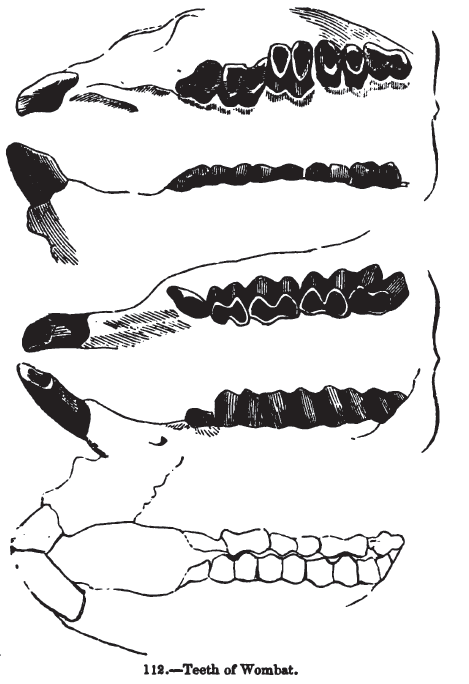
Dentição, ilustrado tal como nos esboços de História Natural de Knight.

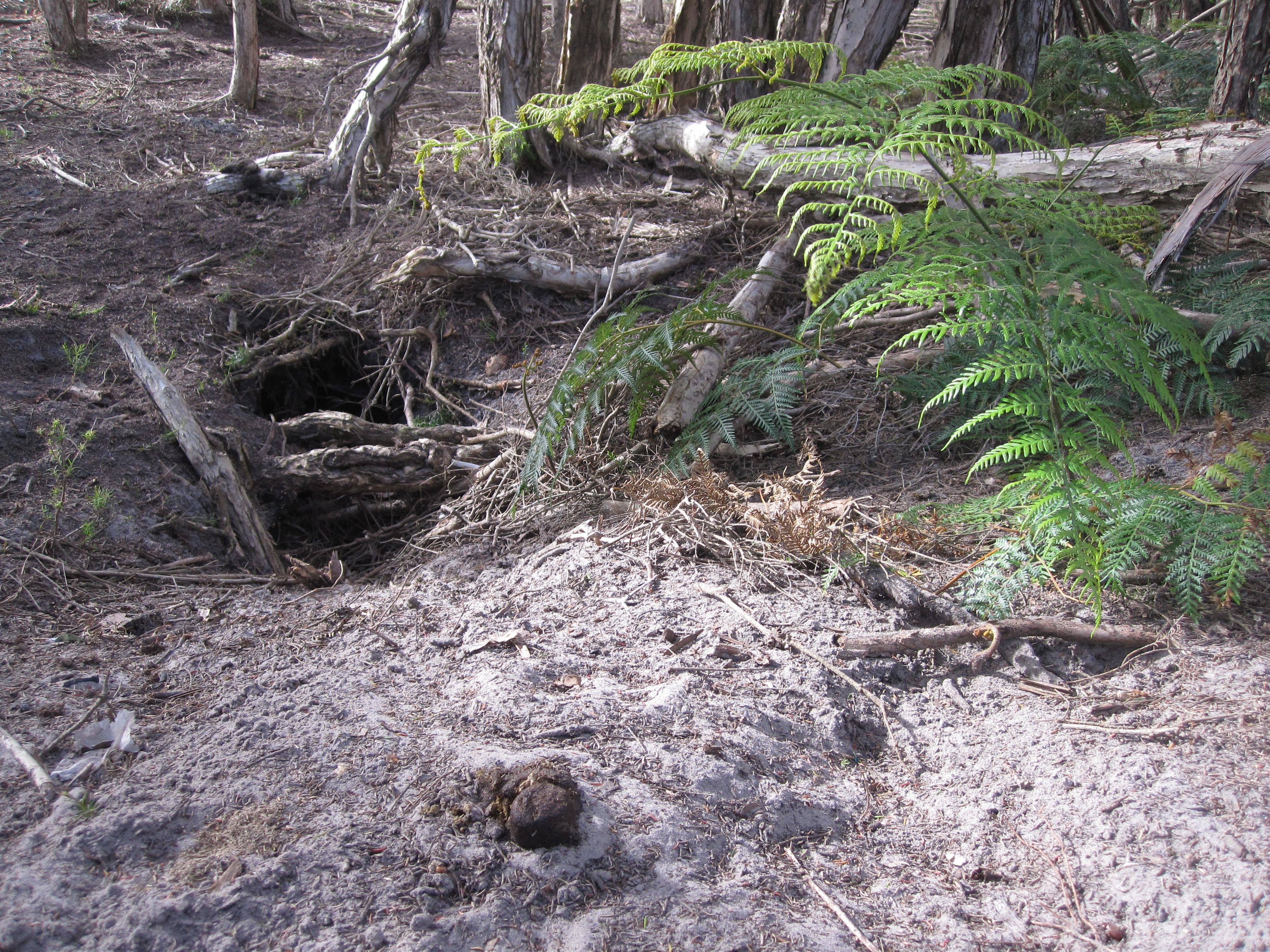
Toca e excremento de vombate, Parque Nacional de Narawntapu, Tasmânia

Os fascólomos têm um metabolismo extraordinariamente baixo, levando aproximadamente de 8 a 14 dias para completar a digestão, o que os ajuda a sobreviver em condições áridas. Geralmente, eles se movimentam lentamente. Quando ameaçados, porém, podem chegar a 40 km/h e manter esta velocidade por mais de 90 segundos. Os vombates são territoriais, defendem o território que circunda a sua toca, e reagem agressivamente contra intrusos. O Vombatus ursinus ocupa um alcance de até 23 ha, enquanto as espécies de nariz peludo têm escalas bem menores, de não mais de 4 ha.
Os predadores do vombate são o dingo e o diabo-da-tasmânia. O principal meio de defesa do vombate é a sua traseira encouraçada, com a maior parte do posterior constituído por cartilagem. Isto, combinado com sua cauda minúscula, torna difícil para qualquer predador que persegue o vombate no seu túnel de morder e ferir o seu alvo. Quando atacado, o vombate se entoca em algum túnel nas proximidades, usando a sua garupa para bloquear a um atacante que o persegue. O vombate permite que o invasor enfie a cabeça sobre as suas costas e depois usa suas pernas poderosas para esmagar o crânio do predador contra o teto do túnel ou para golpeá-lo com coices.
Quando um humano se confronta acidentalmente com um fascólomo, o melhor a fazer é escalar uma árvore e esperar que o animal se acalme e vá embora. Os humanos podem ser perfurados pelas garras do vombate, bem como levar mordidas. Um fascólomo assustado pode trombar com um humano e lançá-lo ao chão, com o risco de ficar com ossos quebrados por causa da queda. Certa vez, o naturalista Harry Frauca recebeu uma mordida de 2 cm de profundidade na carne da sua perna, apesar de suas botas de borracha, calças e meias grossas de lã (Underhill, 1993). Um jornal britânico, The Independent, informou que em 6 de abril de 2010 um homem de 59 anos foi atacado por um vombate (supõe-se estar irritado por sarna) no estado rural de Victoria, Austrália, causando um número de cortes e mordidas que requereram tratamento em hospital.

## Conservação
O impacto humano sobre a população de vombate está em um nível crítico. Os vombates estão sofrendo duma doença chamada sarna sarcóptica que foi introduzida na Austrália através de atividades humanas. O ácaro que causa a sarna provoca ferimentos na pele que se tornam em miíases (bicheiras) e sépticos. Isto leva a uma morte longa, lenta e dolorosa para os vombates. Além disso, eles também estão sendo afetadas por uma doença pulmonar fúngica para a qual ainda não há nenhuma cura. Atualmente, os vombates estão sendo afetados por doenças e vírus trazidos por atividades agrícolas. Incidentes com Coccidiasina, Clostridium perfringens e tétano, entre outros, são evidentes nos vombates. Algumas pessoas acreditam que a propagação da sarna está tão avançada que somente populações isoladas e as que vivem em santuários irão sobreviver a longo prazo.
Só muito recentemente é que os veterinários começaram a receber treinamento para lidar com a saúde de animais nativos. Estudos comportamentais sobre os vombates são poucos e limitados no seu âmbito. Como resultado, os vombates são mal compreendidos e aqueles que tentam erguer e reabilitar vombates feridos e órfãos têm dificuldades em dar-lhes a atenção médica adequada e em ajudar os outros a entender as melhores formas de conviver com esses animais.
A destruição do habitat também tem tido um grande impacto sobre os números de vombates. As fontes de água e áreas de pastagem vêm sendo limitadas em fazendas, foçando os vombates a viver em pequenas faixas de terra. Apesar da Austrália ser um país de grandes proporções, há poucas áreas onde os vombates possam viver sem perturbações. Eles estão confinados numa pequena secção da costa leste da Austrália. A menos que sejam totalmente protegidos, a sua distribuição limitada irá se reduzir ainda mais. Isto já é evidente com o Lasiorhinus krefftii, cujo número de espécimes está tão baixo que a espécie está gravemente ameaçada e sem a intervenção humana será extinta.
Esforços estão sendo feitos para a recuperação das espécies. A Xstrata, uma empresa de mineração da Suíça, já patrocinou um projeto de reintrodução, que consiste em transladar um número de vombates para formar uma nova colônia do Parque Nacional da Floresta de Epping para Yarran Downs.
Muitos parques, zoológicos e outras instituições turísticas em toda a Austrália têm vombates em exposição pública, e eles são bastante populares. Eles podem ser desajeitadamente domados num ambiente de cativeiro, e até mesmo persuadidos a se deixar ser acariciados e segurados, com a possibilidade de tornarem-se bastante amigáveis.
No entanto, sua falta de medo significa que eles podem exibir atos de agressão quando provocados ou se, simplesmente, estão de mau humor. Com seu peso considerável, um vombate selvagem pode esbarrar numa pessoa adulta de tamanho médio sendo capaz de derrubá-la no chão, e seus dentes afiados e fortes garras podem infligir severos ferimentos. Os vombates são coletores noturnos de ampla abrangência e têm forte instinto para cavar. Estas características, dentre outros possíveis perigos aos humanos, fazem deles animais inadequados para estimação.
Diferentemente dos outros marsupiais australianos, os vombates têm um cérebro relativamente grande. Isto, combinado com fortes instintos após a maturidade, permitem que um vombate criado cativo possa ser liberado mais facilmente à natureza.

## Nome
O nome "vombate" (wombat em inglês) da atual quase extinta Língua Darug falada pelo povo aborígena Darug que originalmente habitavam a área de Sydney.

## Classificação
Há três espécies existentes de vombates, todos somente na Austrália. Elas estão sob proteção das leis australianas.
- Família Vombatidae Burnett, 1829
  - Gênero †Rhizophascolomus Stirton, Tedford & Woodburne, 1967
    - †Rhizophascolomus crowcrofti Stirton, Tedford & Woodburne, 1967

  - Gênero Vombatus Geoffroy, 1803
    - †Vombatus hacketti Glauert, 1910
    - †Vombatus pliocenus McCoy, 1874
    - Vombatus ursinus (Shaw, 1800)

  - Gênero †Phascolonus Owen, 1827
    - †Phascolonus gigas (Owen, 1859)
    - †Phascolonus lemleyi Archer & Wafe, 1976

  - Gênero †Warendja Hope & Wilkinson, 1987
    - †Warendja wakefieldi Flannery & Seri, 1987

  - Gênero †Ramsayia Tate, 1951
    - †Ramsayia curvirostris (Owen, 1886)

  - Gênero Lasiorhinus Gray, 1863
    - †Lasiorhinus parvus Owen, 1872
    - †Lasiorhinus medius Owen, 1872
    - Lasiorhinus latifrons (Owen, 1845)
    - Lasiorhinus krefftii (Owen, 1873)

## Leitura complementar
- Wombats, Barbara Triggs, Houghton Mifflin Australia Pty, 1990, ISBN 0-86770-114-5. Facts and photographs of wombats for children.
- The Wombat: Common Wombats in Australia, Barbara Triggs, University of New South Wales Press, 1996, ISBN 0-86840-263-X.
- The Secret Life of Wombats, James Woodford, Text Publishing, 2002, ISBN 1-877008-43-5.
- How to Attract the Wombat, Will Cuppy with illustrations by Ed Nofziger, David R. Godiine, 2002, ISBN 1-56792-156-6 (Originalmente publicado em 1949, Rhinehart)
- The Secret World of Wombats, Jackie French with illustrations by Bruce Whatley, HarperCollins Publishers, 2005, ISBN 0-207-20031-9.